# Вінорельбін
Вінорельбін (лат. Vinorelbinum, англ. Vinorelbine; Navelbine) — напівсинтетичний лікарський препарат, який за своїм хімічним складом є похідним алкалоїду барвінка рожевого (Vinca rosea, Catharanthus roseus) вінбластину, який застосовується переважно внутрішньовенно, розроблена форма для перорального застосування. Вінорельбін розроблений у співпраці науковців французьких компаній CNRS і «Pierre Fabre Group», та застосовується в клінічній практиці з 1989 року початково під торговою маркою «Навельбін».

## Фармакологічні властивості
Вінорельбін — напівсинтетичний лікарський засіб, який є похідним алкалоїду барвінка рожевого вінбластину. Механізм дії препарату полягає у зв'язуванні препарату із бета-тубуліном мікротрубочок цитоплазми, що призводить до порушення процесу його деполімеризації, наслідком чого є порушення процесів динамічної реорганізації сітки мікротрубочок, що порушує функціонування внутрішньоклітинних структур, а також порушує процес мітозу. При цьому в пухлинних клітинах також вибірково пригнічується синтез ДНК і РНК шляхом гальмування ферменту РНК-полімерази. Вінорельбін застосовується для лікування різних видів злоякісних пухлин, найчастіше раку молочної залози та недрібноклітинного раку легень, переважно у складі комбінованої терапії з цисплатином, карбоплатином, доксорубіцином, епірубіцином, капецитабіном, іринотеканом та іншими препаратами, і в більшості хворих такі комбінації препаратів підвищують ефективність лікування. При застосуванні вінорельбіну спостерігається значна кількість побічних ефектів, найхарактернішими з яких є сенсорні та моторні нейропатії та порушення секреції антидіуретичного гормону, хоча й менше, ніж при застосуванні інших алалоїдів барвінка рожевого.

### Фармакокінетика
Вінорельбін швидко розподіляється в організмі після внутрішньовенної ін'єкції, після внутрішньовенного введення біодоступність препарату становить 100 %. Вінорельбін у помірній кількості зв'язується з білками плазми крові, добре зв'язується. Препарат проходить через плацентарний бар'єр, даних за проникнення в грудне молоко немає. Метаболізм вінбластину проходить у печінці та є трифазним. Виводиться препарат із організму з жовчю, незначна частина виводиться із сечею, переважно у вигляді метаболітів. Кінцевий період напіввиведення препарату складає в середньому 27,7—43,6 годин, і цей час може збільшуватися при порушеннях функції печінки або нирок.

## Покази до застосування
Вінорельбін застосовують для лікування недрібноклітинного раку легень і раку молочної залози.

## Побічна дія
При застосуванні вінорельбіну побічні ефекти спостерігаються часто, найхарактернішими з них є сенсорні та моторні нейропатії та порушення секреції антидіуретичного гормону. Іншими побічними ефектами препарату є:
- Алергічні реакції та з боку шкірних покривів — алопеція, бронхоспазм, задишка
- З боку травної системи — нудота, блювання, біль у животі, запор, погіршення апетиту, паралітична кишкова непрохідність, парез кишечника, біль у нижній щелепі.
- З боку нервової системи — зниження сухожильних рефлексів на нижніх кінцівках, парестезії, підвищена втомлюваність, головний біль.
- Зміни в лабораторних аналізах — анемія, лейкопенія, гранулоцитопенія, дуже рідко тромбоцитопенія.
- Інші побічні ефекти — флебіт та некроз шкіри і підшкірної клітковини в місці ін'єкції.

## Протипокази
Вінорельбін протипоказаний при підвищеній чутливості до препарату, при вираженій печінковій недостатності, не пов’язана з пухлинним процесом; вагітності та годуванні грудьми.
Гіперчутливість до інших алкалоїдів барвінку; кількість нейтрофілів менше 1500/мм3 (1,5×109/л) або тяжкі поточні або нещодавно перенесені інфекційні захворювання (впродовж останніх 2 тижнів); кількість тромбоцитів менше 100 000/мм3 (100 ×109/л); не призначають жінкам репродуктивного віку, які не користуються ефективними контрацептивними засобами; застосування вакцини від жовтої гарячки; не рекомендується проведення вакцинацій живими атенуйованими вакцинами у період лікування; не рекомендується у комбінації з фенітоїном та ітраконазолом.

## Форми випуску
Вінорельбін випускається у вигляді концентрату для приготування розчину для ін'єкцій по 10 мг/мл у флаконах по 1; 3,5 і 5 мл; та желатинових капсул для прийому всередину по 0,02 і 0,03 г.